# Slibkolk
De Slibkolk is een vaarwater in de Nederlandse provincie Overijssel.
De Slibkolk vormt de verbinding tussen de West Steenentocht en het Giethoornsche Meer. De polder Halfweg loost haar overtallige water via de West Steentocht en de Slibkolk op het Giethoornsche meer. Het poldergemaal bevindt zich aan de westzijde van de Oeverweg aan de Slibkolk.
Een 200 meter lang bekken met een bodembreedte van 11 meter zorgt ervoor dat de stroomsnelheid beperkt blijft tot maximaal 3,5 centimeter per seconde, waardoor het door het gemaal uitgeslagen slib hier kan sedimenteren. De totale lengte van de Slibkolk zelf bedraagt ruim 500 meter.